# Elezioni legislative in Svezia del 1968
Le elezioni legislative in Svezia del 1968 si tennero il 15 settembre per il rinnovo del Riksdag. In seguito all'esito elettorale, Tage Erlander, espressione del Partito Socialdemocratico, fu confermato Ministro di Stato; nel 1969 fu sostituito da Olof Palme, esponente dello stesso partito.

## Risultati
| Liste                                              | Voti      | %     | Seggi |
| -------------------------------------------------- | --------- | ----- | ----- |
| Partito Socialdemocratico dei Lavoratori di Svezia | 2 420 242 | 50,12 | 125   |
| Partito di Centro                                  | 778 818   | 16,13 | 39    |
| Partito Popolare                                   | 724 899   | 15,01 | 34    |
| Partito di Destra                                  | 670 478   | 13,88 | 32    |
| Partito della Sinistra                             | 145 172   | 3,01  | 3     |
| Unione Cristiano-Democratica                       | 72 411    | 1,50  | –     |
| Altri                                              | 17 276    | 0,36  | –     |
| Totale                                             | 4 829 296 | 100   | 233   |